# Транспорт в Сингапуре
Большая часть Сингапура связана между собой автомобильными дорогами, в том числе острова Сентоса и Джуронг. Другая важнейшая система — железнодорожный транспорт, включает в себя легкорельсовую систему и метрополитен. Сингапур связан с Малайзией двумя мостами, важную роль связи с внешним миром занимает аэропорт Чанги.

## История
В период после окончания второй мировой войны количество автомашин и значение автотранспорта в Сингапуре постепенно увеличивались. В 1974 году протяженность железных дорог составляла 26 км, протяженность автомобильных шоссейных дорог - 2 тыс. км, автопарк насчитывал 36 тыс. грузовых и 149 тыс. легковых автомашин.
Рост цен на топливо и нефтепродукты стал причиной введения в 1979 году дифференцированной оплаты проезда в общественном транспорте.

## Автомобильные дороги
Строительство, содержание и планирование дорожной сети находится под контролем Land Transport Authority (LTA), это относится и к скоростным автомагистралям, которые являются важными транспортными артериями, связывающими основные районы города. Общая протяженность скоростных автомагистралей составляет 150 км, всей дорожной сети — 3262 км. Движение — левостороннее.

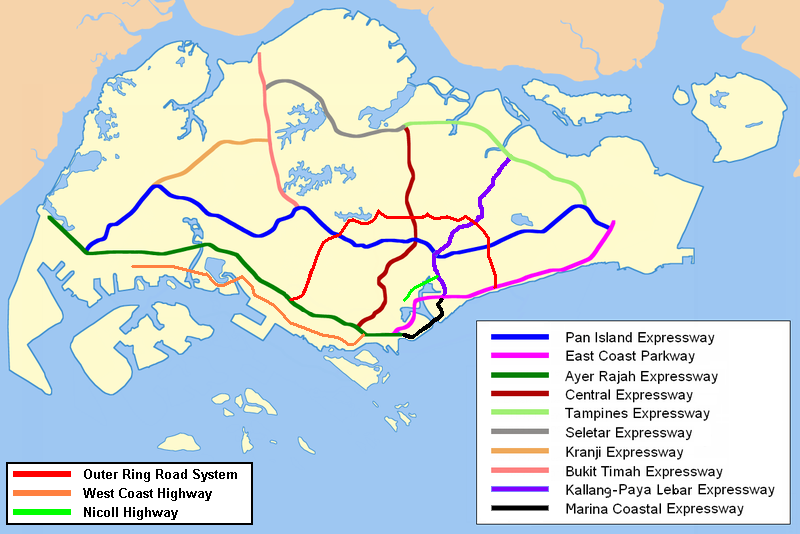
Карта, показывающая скоростные автомагистрали

Скоростные автотрассы позволяют автомобилистам быстро добраться из одного района в другой. Обычно они имеют 3 или 4 полосы в каждом направлении, в некоторых местах — 2 или 5 полос. По данным на 2008 год в стране имелось 9 скоростных автотрасс, самая новая из них — Kallang-Paya Lebar Expressway, строительство которой завершилось в сентябре 2008 года. В том же году начато строительство Marina Coastal Expressway.
Сеть скоростных автомагистралей (Expressways) включает:
- Ayer Rajah Expressway (AYE)
- Bukit Timah Expressway (BKE)
- Central Expressway (CTE)
- East Coast Parkway (ECP)
- Kallang-Paya Lebar Expressway (KPE)
- Kranji Expressway (KJE)
- Pan Island Expressway (PIE)
- Seletar Expressway (SLE)
- Tampines Expressway (TPE)
- Marina Coastal Expressway (MCE) (на стадии строительства)
- North-South Expressway (планируется)[3]

## Общественный транспорт

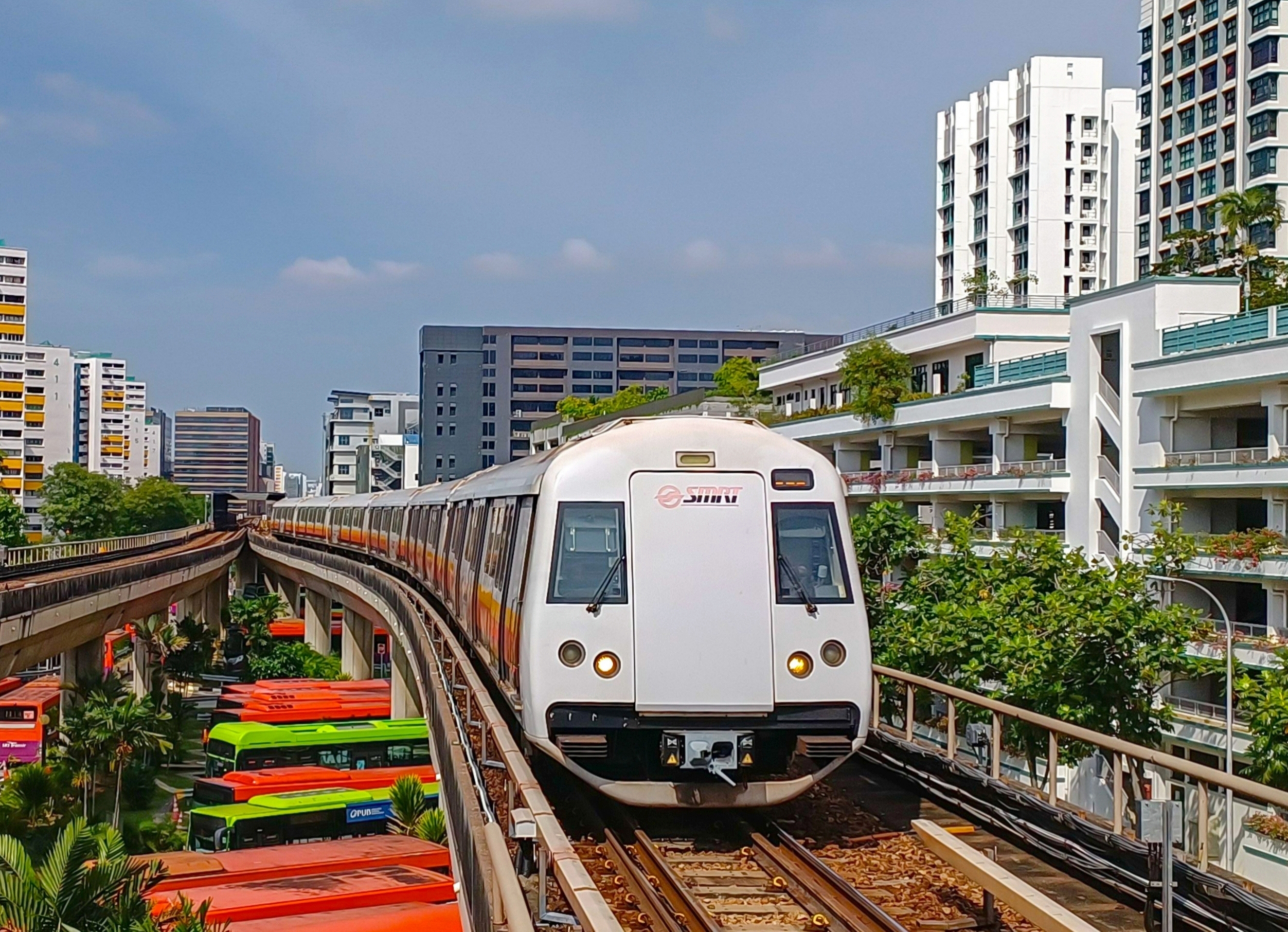
Поезда SMRT

Общественный транспорт Сингапура включает в себя железнодорожный транспорт, автобусы и такси и играет важную роль в доставке сингапурцев к месту работы и учебы ежедневно. Согласно переписи 2000 года, около 52,4 % граждан страны (исключая иностранцев) ездят на работу на общественном транспорте; 41,5 % учащихся ездят на нём в школу.
Эти показатели слегка уменьшились по сравнению с 1990 годом, когда они составляли соответственно 55,0 % и 46,3 %. Правительство страны всячески поощряет использование общественного транспорта.
Автобусное сообщение Сингапура обеспечивают две основные транспортные компании: SBS Transit и SMRT Corporation.

### Железнодорожный транспорт

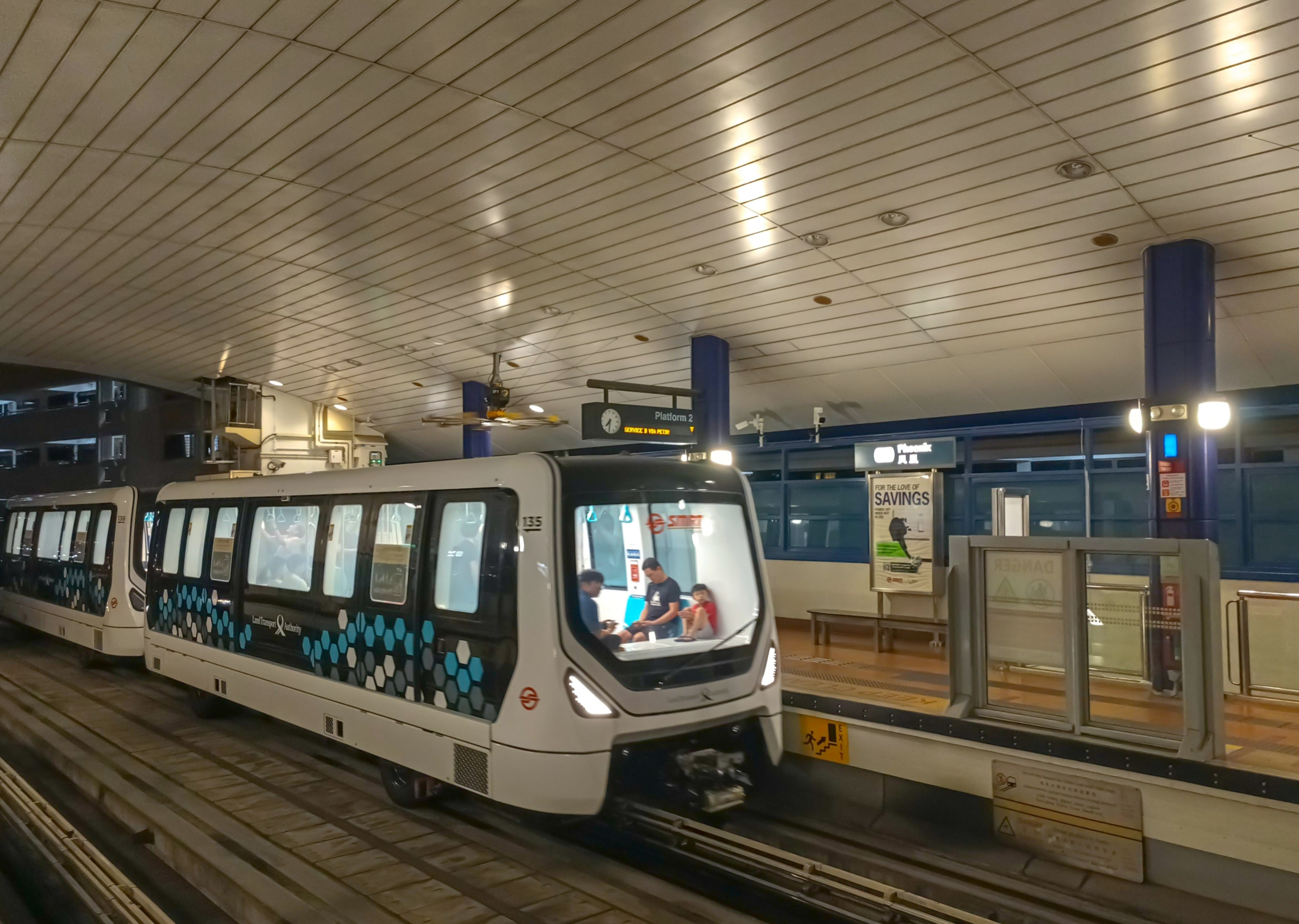
Линия Bukit Panjang

Система метрополитена была открыта 7 ноября 1987 года, и сегодня включает в себя 145 станций на 6 линиях общей протяжённостью 202,8 км. Также в городе есть лёгкий метрополитен на шинном ходу, открытый 6 ноября 1999 года. В него входят 3 линии длиной 28,6 км с 41 станцией.
На юге есть монорельсовая дорога Сентоса-экспресс длиной 2,1 км с 4 станциями, построенная Hitachi Asia Ltd и открытая 15 января 2007 года. Она соединяет остров Сентоса с Сингапуром.
Имеется железнодорожное сообщение с Малайзией. Дорога находится в собственности Малайзии (линия KTM West). Имеется три станции.Железная дорога связана с Евразийской системой железных дорог 

## Морской транспорт
После завершения реконструкции портового комплекса Джуронг в 1969 году порт Сингапура стал крупнейшим морским портом в Юго-Восточной Азии (в 1971 году грузооборот порта составлял 24 млн. фрахт тонн).
Порт Сингапура — один из крупнейших и самых загруженных в мире, занимает первое место по абсолютной величине тоннажа судов и второе место по товарообороту (после Шанхая).

## Авиация

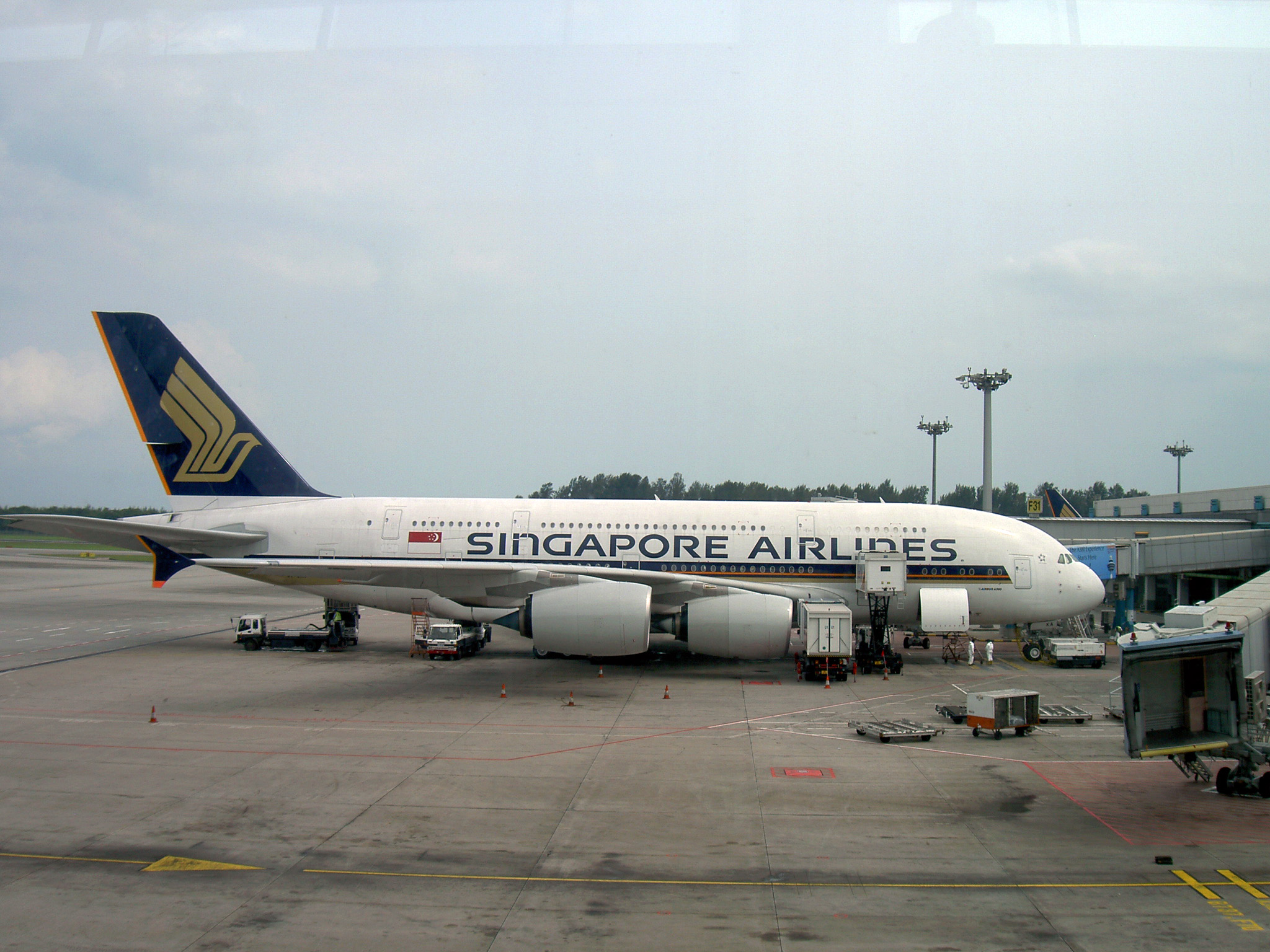
Singapore Airlines Airbus A380 в аэропорту Чанги

В Сингапуре 5 местных авиакомпаний, обеспечивающих рейсы в более чем 70 городов на пяти континентах.
- Jetstar Asia Airways (основана в 2004 году)
- SilkAir (основана в 1976 году)
- Singapore Airlines (основана в 1947 году, первоначально называлась — Malayan Airways)
- Tiger Airways (основана в 2003 году)
- Valuair (основана в 2004 году)

### Аэропорты
Аэропорт Чанги — один из крупнейших в регионе, включает в себя 4 терминала. Международный аэропорт расположен на крайней восточной точке острова; осуществляются рейсы в 185 городов, которые расположены в 58 странах. Аэропорт Селетар — первый гражданский аэропорт в Сингапуре, был построен в 1928 году; расположен в северо-восточной части острова.